# ماكس ليبرمان
مَاكس لِيبرمان (بالأَلمانِيَّة: Max Liebermann)‏ (1847-1935)، رسّام أَلمانِيّ. درس القانُون والفَلسفة فِي جامعةِ برلِين، والتَّصوِير والرَّسم فِي فايمار عامّ 1869. أقام في بَارِيس، وهُولندا، رسِم العدِيد مِن اللَّوحات الطَّبِيعِيَّة ذات سِمة اِجتِماعِيّة. يُعد أَحد أشهر رسَّامِيِّ الصُّور الشخصيّة (بورتريه)، ومِن أشهر من مَثَّل الحركة الاِنطِبَاعِيَّة فِي أَلمانيَا.

## صور

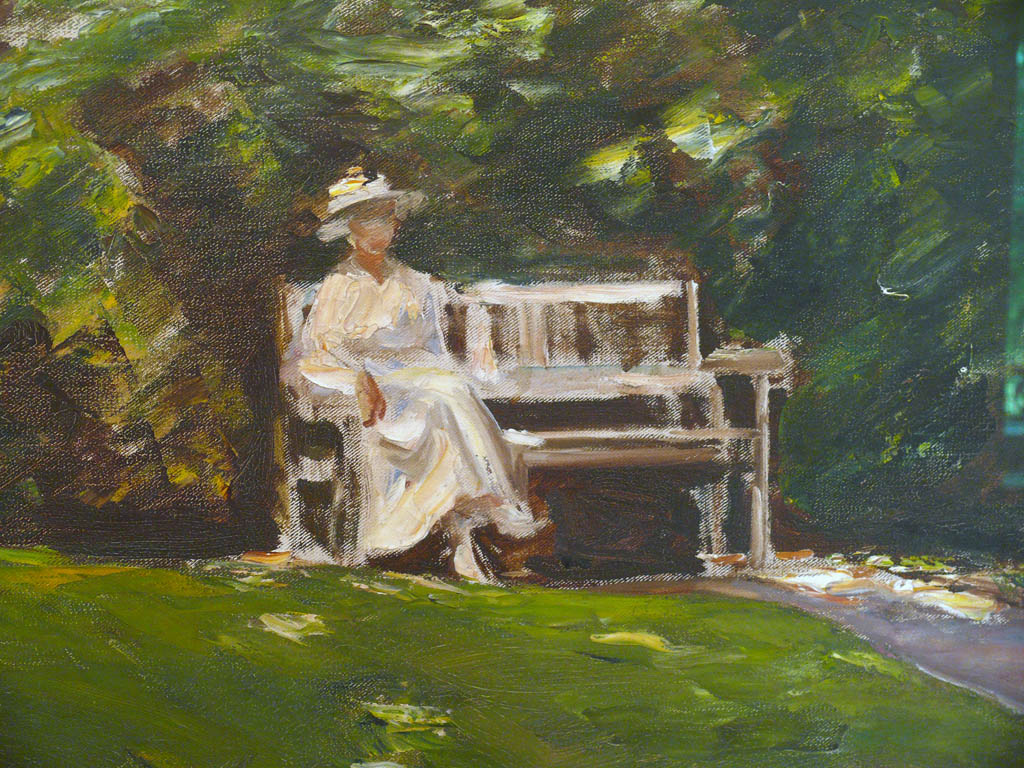
لوحة بعنوان «التفاصيل».
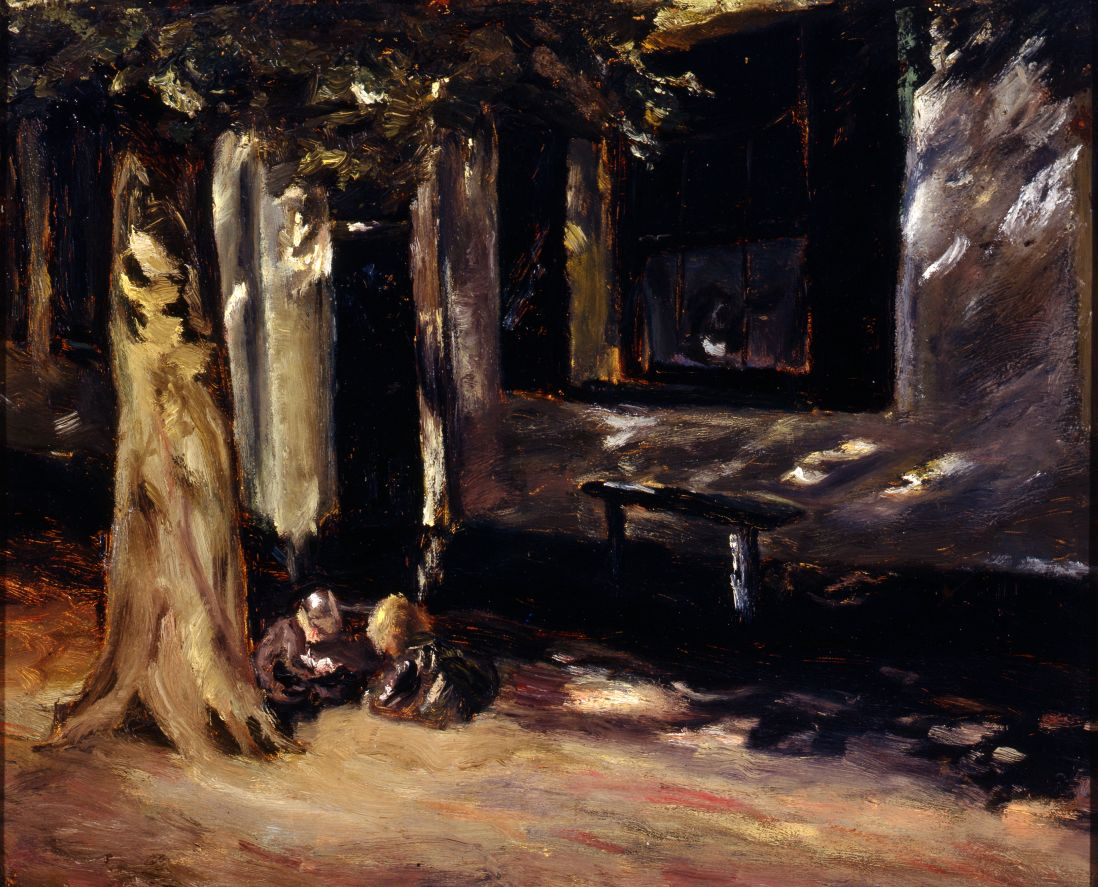
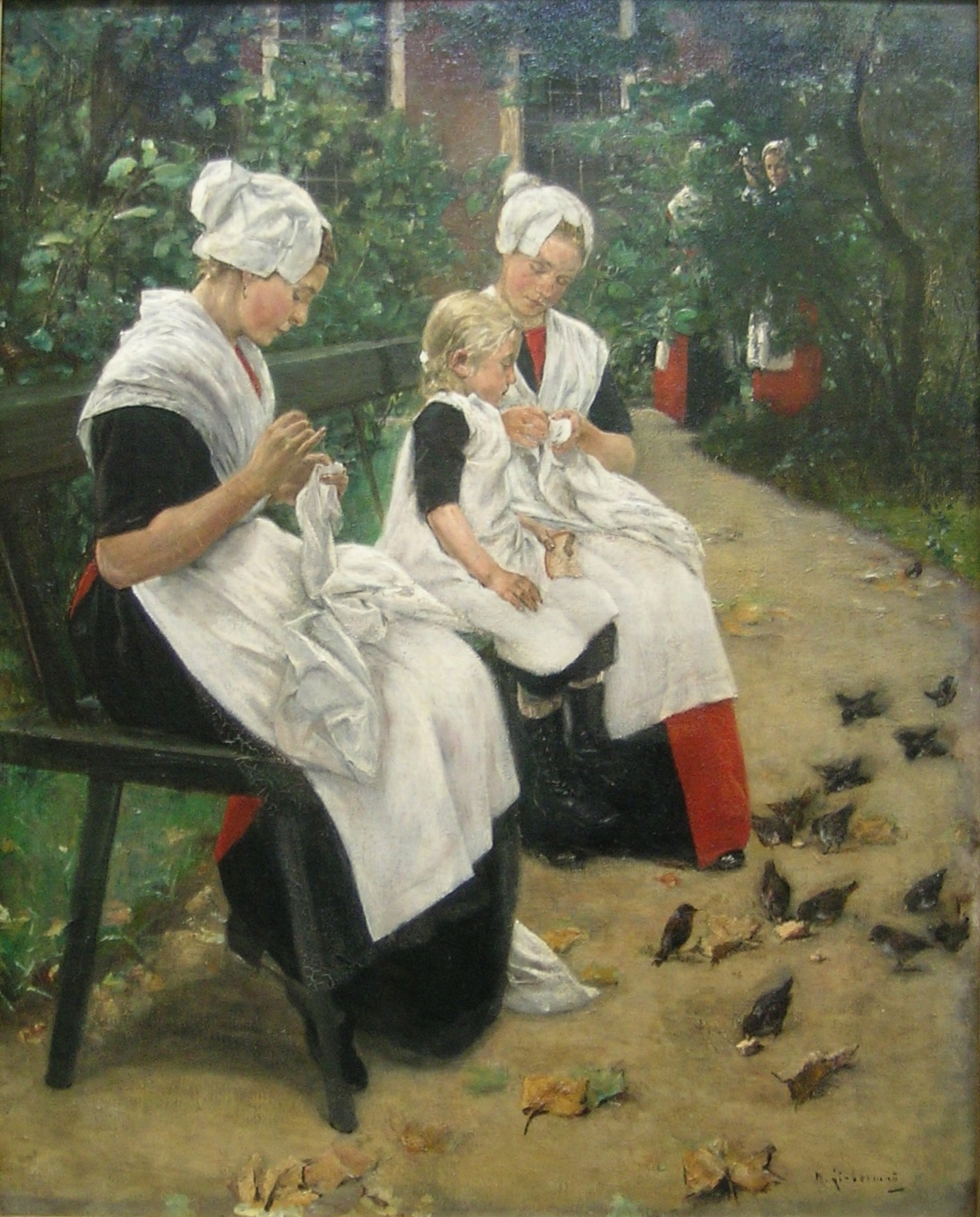
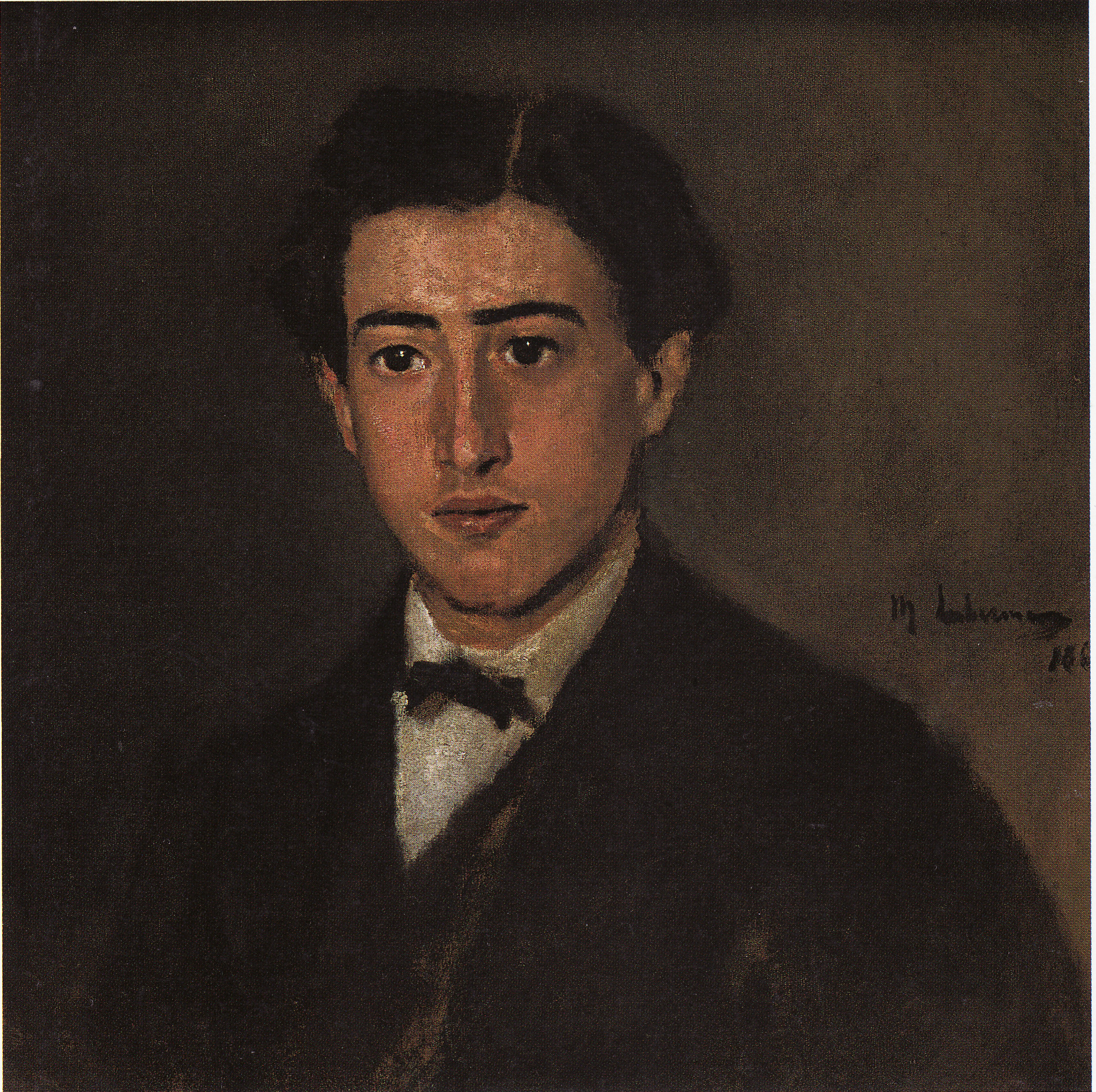
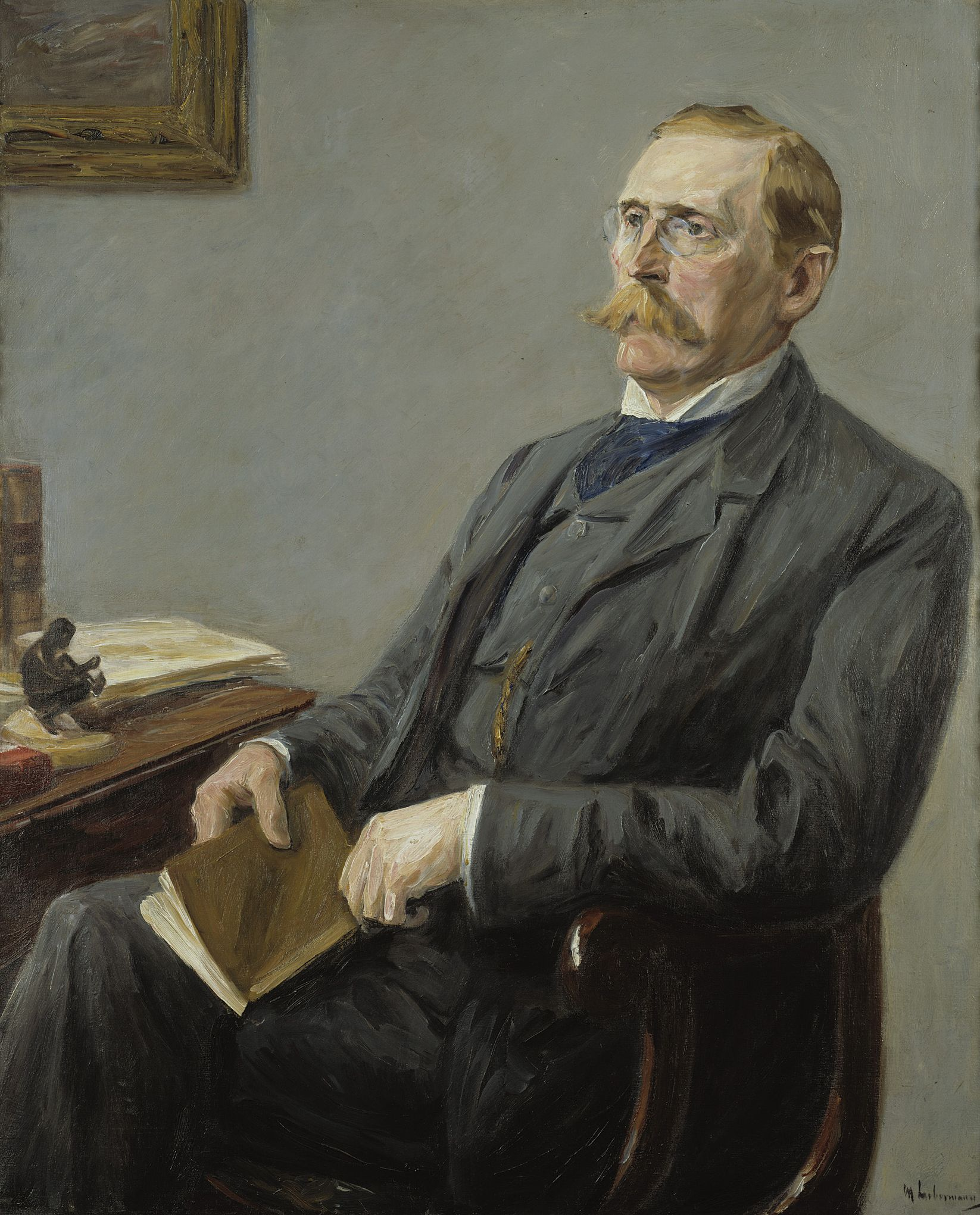
صورة شخصية (بورتريه) لڤِلهلم فون بوده عام 1904.
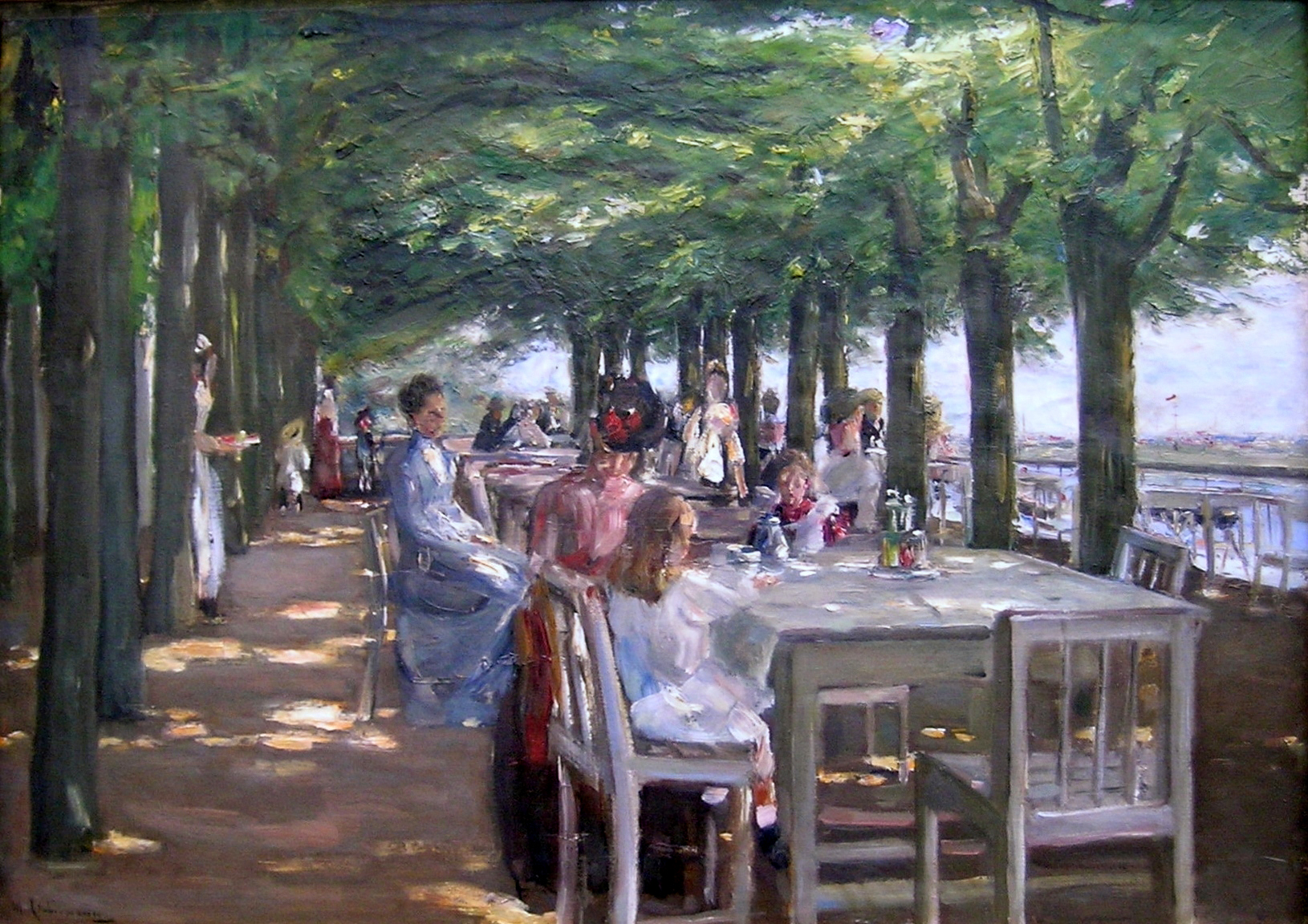
لوحة شرفة مطعم جاكوب في نيوستدن.
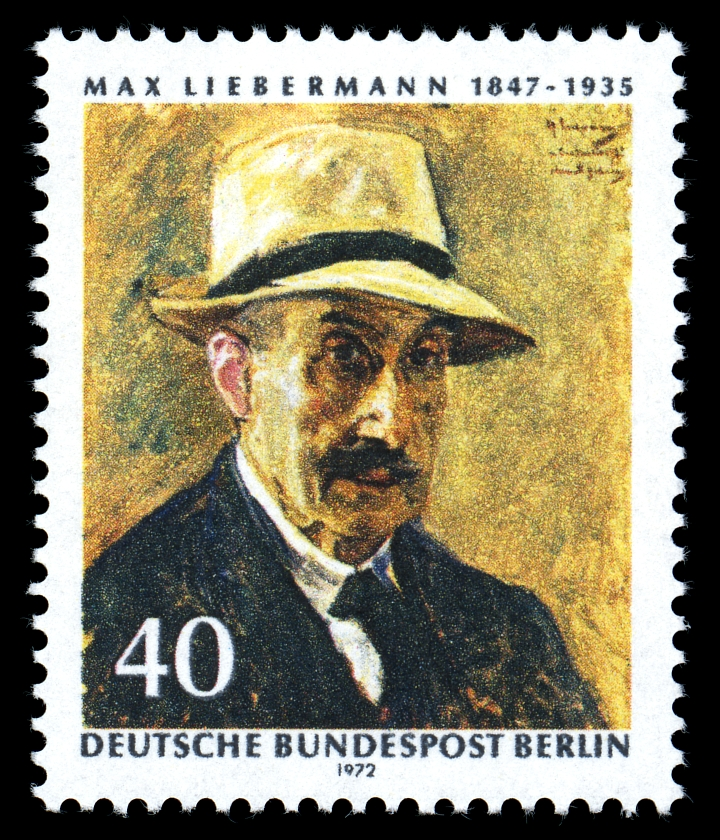
طابع تذكاري بمناسبة الذكري 125 لمَاكس لِيبرمان اصدرته الحكومة الألمانية عام 1972.

## مَراجع
1. ↑  Большая советская энциклопедия: [в 30 т.] (بالروسية) (3rd ed.), Москва: Большая российская энциклопедия, 1969, Либерман Макс, OCLC:14476314, QID:Q17378135
2. ↑  RKDartists (بالهولندية), QID:Q17299517
3. 1 2  Ulrich Thieme; Felix Becker; Hans Vollmer, Ulrich Thieme; Felix Becker; Hans Vollmer; Frederick Charles Willis (eds.), Thieme-Becker-Vollmer (بالألمانية), E. A. Seemann, QID:Q1361256
4. ↑  Encyclopædia Britannica (بالإنجليزية), QID:Q5375741

## روابط خارجية
- ماكس ليبرمان على موقع أوليمبيديا (الإنجليزية)

- ماكس ليبرمان على موقع الموسوعة البريطانية (الإنجليزية)
- ماكس ليبرمان على موقع ديسكوغز (الإنجليزية)